# Ahmed Gaffer Hegazi
Ahmed Gaffer Hegazi (n. 31 mai 1948) este un microbiolog și imunolog egiptean. Este profesor la Centrul Național de Cercetare din Egipt. În 1990 a primit Premiul National Science pentru Life Sciences.
A absolvit Universitatea din Cairo în 1973.
Este autor a peste 200 de lucrări științifice.

## Lucrări publicate
- Propolis an overview Arhivat în 24 aprilie 2016, la Wayback Machine. // International Congress of propolis, Bones Airs, Argentina, 2000 — The Second Best Research Paper award[1]
- Medıcal Importance of Bee ProductsPDF (pp. 136—146, 2012)
- Bee venom and propolis as new treatment modality in patients with localized plaque psoriases (2013)
- Influence of honey in mice bearing Ehrlich carcinoma on immune status Arhivat în 6 august 2017, la Wayback Machine. (2014) ()
- Role of cytokines in ApitherapyPDF
- The Effect of Bee Venom on Rheumatoid Arthritis PatientsPDF
- Bee products as immunopotentiation Arhivat în 6 august 2017, la Wayback Machine. (2015) ()
- Cytokines pattern of Multiple Sclerosis patients treated with Apitherapy Arhivat în 6 august 2017, la Wayback Machine. (2015) (PDF, )
- Potential antibacterial activity of some Saudi Arabia honey // Vet World. 2017 Feb; 10(2): 233—237.

Prelegeri
- Evaluation of the effect of honey on immune status in mice bearing Ehrlich carcinoma
- Is bee venom having antibacterial activity?
- Multiple Sclerosis patients treated with Apitherapy: Immunological pattern (2016)
- Honey Facts & Nutrition (2016)